# Hetes
Hetes ist eine ungarische Gemeinde im Kreis Kaposvár im Komitat Somogy.

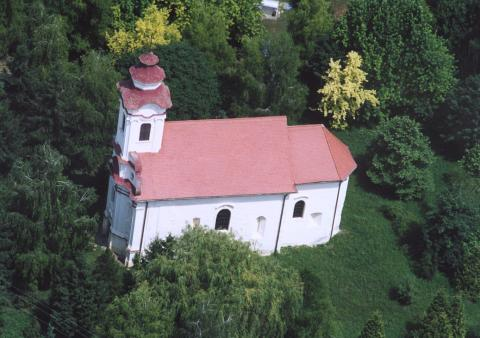
Röm.-kath. Kirche Szent György in Hetes